# ジョニーサイファー
『ジョニーサイファー』（原題：Johnny Cypher in Dimension Zero）は、アメリカ合衆国と日本で製作・放送された日米合作のテレビアニメである。カラー作品。一話完結形式で全131話。
日本では、1968年10月21日から1969年3月29日までフジテレビで放送。明治乳業（現・株式会社 明治）の一社提供。放送時間は毎週月曜 - 土曜 18:55 - 19:00 （日本標準時）。

## ストーリー
ジョニー・サイファーは、ゼロ次元のスーパーパワーによって時間と空間を自在に移動する能力を得た科学者である。仲間の金髪美女のジーナ (Zena) と、かつてジョニーに助けられた宇宙人ロム (Rhom) と共に、宇宙の悪と戦うのだ。

## 登場人物
- ジョニー・サイファー (Johnny Cypher)
- ジーナ (Zena)
- ロム (Rhom)

## スタッフ
- 企画・製作 - ワーナー・ブラザース＝セヴン・アーツ (Seven Arts)
- 制作 - Oriolo Film Studios, Inc.[要出典]
- 制作協力 - テレビ動画、チルドレンズ・コーナー、NEZU PRODUCTION、スタジオ・ビーズ
- 制作顧問 - ジョー・オリオロ
- アソシエイト・プロデューサー - フレッド・アデア[要出典]
- 脚本 - ピーター・フェルナンデス[要出典]、シッド・ジェイコブソン[要出典]、アラン・リーフ[要出典]
- 作画監督 - 奥田誠治[要出典]、村田四郎[要出典]、山本善次郎[要出典]
- 作画 - 吉田忠勝、窪詔之、泉口薫、熊田勇、池野文雄、前田昭、青木たかし、杉浦謙一、飯野皓、津野二朗、遠藤政治、石黒昇[2]
- 音楽 - 塚原晢夫
- 主題歌 - 「ジョニーサイファー」[要出典]